# Passage de la Voûte
Passage de la Voûte är en passage i Quartier du Bel-Air i Paris tolfte arrondissement. Gatans namn kommer av dess närhet till Rue de la Voûte. Passage de la Voûte börjar vid Rue de la Voûte 45 och slutar vid Cours de Vincennes 100.

## Omgivningar
- Immaculée-Conception
- Saint-Louis de Vincennes
- Jardin Debergue – Rendez-Vous
- Cité du Rendez-Vous
- Cité Debergue
- Impasse Vassou
- Rue de la Voûte
- Rue du Gabon
- Rue Montéra
- Rue du Général-Niessel

## Bilder
| - Passage de la Voûte. - Gatuskylt. - Immaculée-Conception. - Saint-Louis de Vincennes. - Jardin Debergue – Rendez-Vous. |

## Kommunikationer
- Tunnelbana – linje  – Porte de Vincennes
- Busshållplats Porte de Vincennes – Paris bussnät
- Spårvagnshållplats Porte de Vincennes – Paris spårvägar

### Webbkällor
- ”Passage de la Voûte”. Mairie de Paris. https://web.archive.org/web/20160303210038/http://www.v2asp.paris.fr/commun/v2asp/v2/nomenclature_voies/Voieactu/9892.nom.htm. Läst 18 december 2023.
- ”Passage de la Voûte (12ème arrondissement)”. Les rues de Paris. https://web.archive.org/web/20160409031323/http://www.parisrues.com/rues12/paris-12-passage-de-la-voute.html. Läst 18 december 2023.
- ”Du passage de la Voûte à la rue Mahler” (på franska). Le Quartier Bel-Air Sud. 16 april 2013. Arkiverad från originalet den 18 december 2023. https://archive.md/E1UWZ. Läst 18 december 2023.